# All of You (brano musicale)
All of You (in inglese: Tutto di te) è una canzone composta da Cole Porter e pubblicata nel 1954, fu inserita da Don Ameche nella commedia musicale Silk Stockings; fu poi inserita nella colonna sonora del film omonimo nella versione di Fred Astaire. La stessa colonna sonora fu raccolta in un album con tutte le versioni dei brani.